# Klaudia Buczek
Klaudia Buczek, née le 30 avril 1991 à Tarnów en Pologne, est une grimpeuse polonaise, spécialisée dans la vitesse. 

## Palmarès

### Championnats du monde
- Championnats 2014
  -  Médaille d'argent

### Coupe du monde
- Coupe du monde 2014
  - 7e place
- Coupe du monde 2013
  - 7e place
- Coupe du monde 2012
  - 7e place
- Coupe du monde 2011
  - 8e place
- Coupe du monde 2009
  - 9e place

### Jeux mondiaux
- 2013 à Cali
  - Qualifiée